# 秣陵路 (上海)

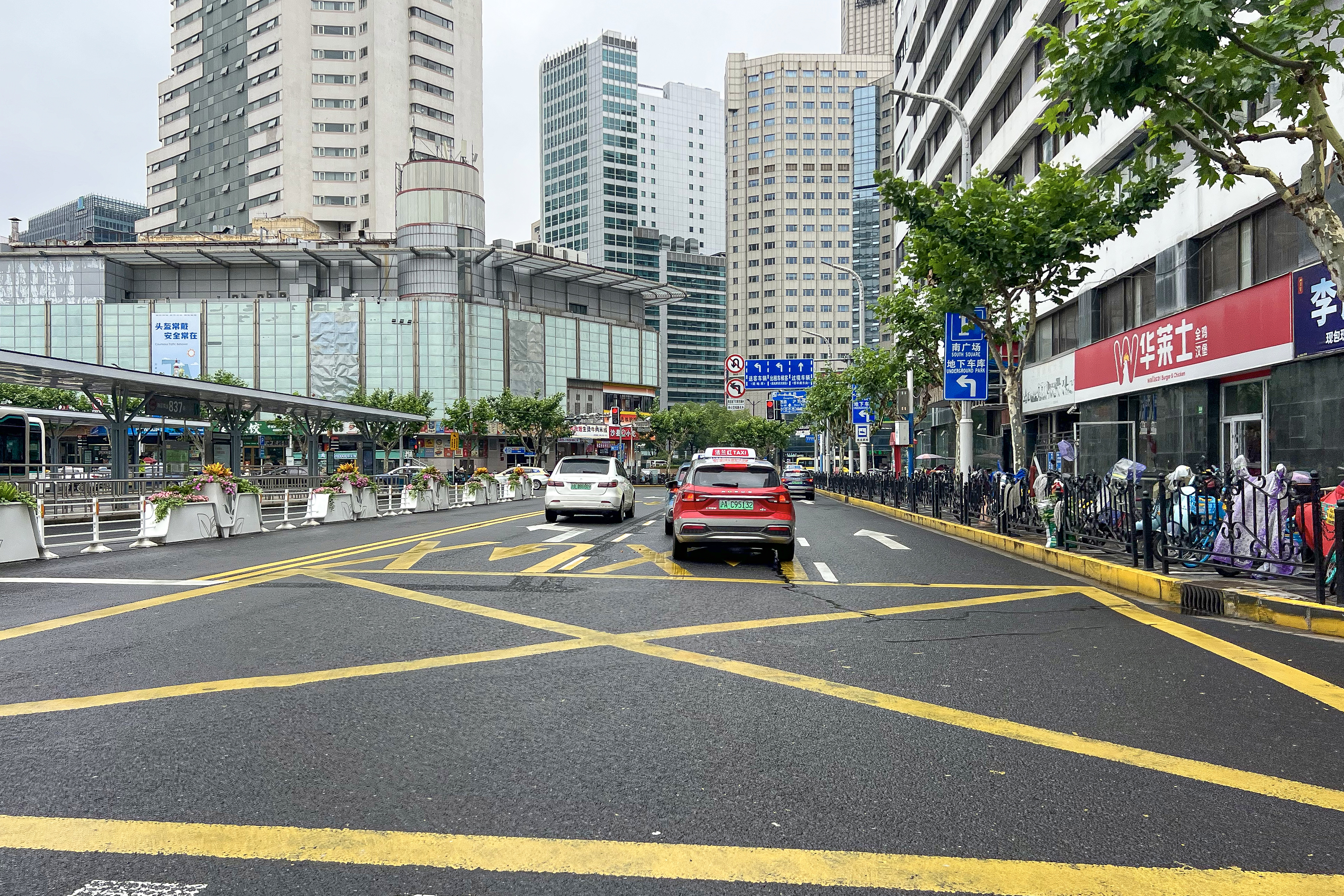
秣陵路（上海站南广场西侧）

秣陵路是位於中華人民共和國上海市靜安區上海火車站南廣場附近的一條東西走向道路，西起恆豐路，東至大統路。全长1015米，道路名稱來自於南京的舊稱秣陵，始建於中華民国10年（1921年），當時起名為金陵路，因為金陵路靠近麥根路站，所以金陵路又被稱為麦根路（Markham Road）。1947年，因為道路與黃浦區的金陵路重名，於是更名為秣陵路。